# میل میم
میل مزرعه نو کهک مربوط به دوره سلجوقی است و در شهرستان کهک، بخش فردو، مزرعه نو (کهک) واقع شده است. این اثر در تاریخ ۲۳ بهمن ۱۳۸۰ با شماره ثبت ۴۷۷۴ به عنوان یکی از آثار ملی ایران به ثبت رسیده است.